# Tiffani Thiessen
Tiffani Thiessen, även Tiffani Amber-Thiessen, född 23 januari 1974 i Long Beach i Kalifornien, är en amerikansk skådespelerska och regissör.
Thiessen gjorde rollen som Valerie Malone i Beverly Hills 90210. Framgången i Beverly Hills ledde till att Thiessen fick sin första filmroll i TV-produktionen A Killer Among Friends där hon spelar Jenny, en tonårsflicka som blir mördad av sin bästa kompis.
Thiessen har varit gift med Brady Smith och de har tillsammans dottern Harper Renn. 

## Filmografi

### Roller
- 1992 - A killer among friends - Jenny
- 1992 - Pang i plugget på Hawaii - Kelly Kapowski
- 1993 - En svärson på halsen - Tracy
- 1994 - Pang i plugget: Bröllop i Las Vegas - Kelly Kapowski Morris
- 1995 - Sanningens pris - Caitlin Rose
- 1996 - Levande mardröm - Alison Sullivan
- 2000 - Scary Video - Hagitha Utslay
- 2002 - Hollywood Ending - Sharon Bates
- 2008 - Cyborg Soldier - Lindsey Reardon

### TV-serier
- White Collar - Elizabeth Burke
- "Fastlane" - Willelmina "Bille" Chambers, 23 Avsnitt
- Beverly Hills - Valerie Malone, 136 avsnitt
- Blossom - Ricki, 1 avsnitt
- Lugn i stormen - Tina Gordon, 1 avsnitt
- Pang i plugget - Kelly Kapowski, 70 avsnitt
- Tre vänner och en pizzeria - Marti, 8 avsnitt
- Våra värsta år - Heather McCoy, 1 avsnitt

### Regi
- 2005 - Just pray